# Gänsekragen
Der Gänsekragen (2914 m ü. A.) ist ein Felsgipfel in den Stubaier Alpen in Tirol. Er liegt westlich der Winnebachseehütte und südöstlich des Breiten Grießkogels (3287 m ü. A.) und bildet den Endpunkt des von diesem Gipfel nach Südwesten ziehenden Grats. Der westlich des Gänsekragens liegende Nebengipfel (2902 m) wird Brunneck genannt. Die tiefste Einschartung im zum Breiten Grieskogel ziehenden Grat ist die Wantlasscharte (2805 m).

## Anstiege
Von der Winnebachseehütte führt ein markierter Weg auf den Gipfel. Dabei quert man zunächst wenig ansteigend die Südostflanke des Berges. Später führt der steiler werdende Steig in vielen Kehren von Süden hinauf, zuletzt gelangt man von Südwesten zum Gipfel. Für diesen Anstieg sind knapp zwei Stunden einzuplanen. Vor allem im Gipfelbereich ist etwas Trittsicherheit erforderlich. 
Die meistbegangene Kletterroute auf den Gänsekragen führt über den Ostgrat (UIAA III) über festen Fels. Zum Einstieg gelangt man von der Winnebachseehütte zunächst über den zum Zwieselbachjoch führenden Steig, von dem man nach wenigen Minuten abzweigt und weglos den Fuß des Ostgrats erreicht. Die Länge der Kletterstrecke beträgt 650 Meter. Den Gratkopf vor dem letzten Aufschwung kann man überklettern oder auf beiden Seiten des Grats umgehen.